# Cabela's Big Game Hunter 2005 Adventures
Cabela's Big Game Hunter 2005 Adventures est un jeu vidéo d'action développé par Magic Wand Productions et édité par Activision Value, sorti en 2004 sur Windows, GameCube, PlayStation 2, Xbox et Game Boy Advance.

## Accueil
- IGN : 6,7/10[1]